# Dutina břišní
Břišní dutina (lat. cavum abdominis) je největší tělní dutinou. Zabírá prostor, tvořený zevním ohraničením břicha i části hrudníku a obsahuje vnitřní orgány, souhrnně označované jako útroby. Od hrudní dutiny je oddělena bránicí, plynule pak přechází v dutinu pánevní – formálně hranici tvoří pánevní vchod.
Dutina břišní bývá častým místem vnitřních úrazů při nárazech a je možné do ní zcela vykrvácet v případě člověka. Při plnění krví dochází ke ztvrdnutí břišní dutiny na dotek.